# Корчацька культура

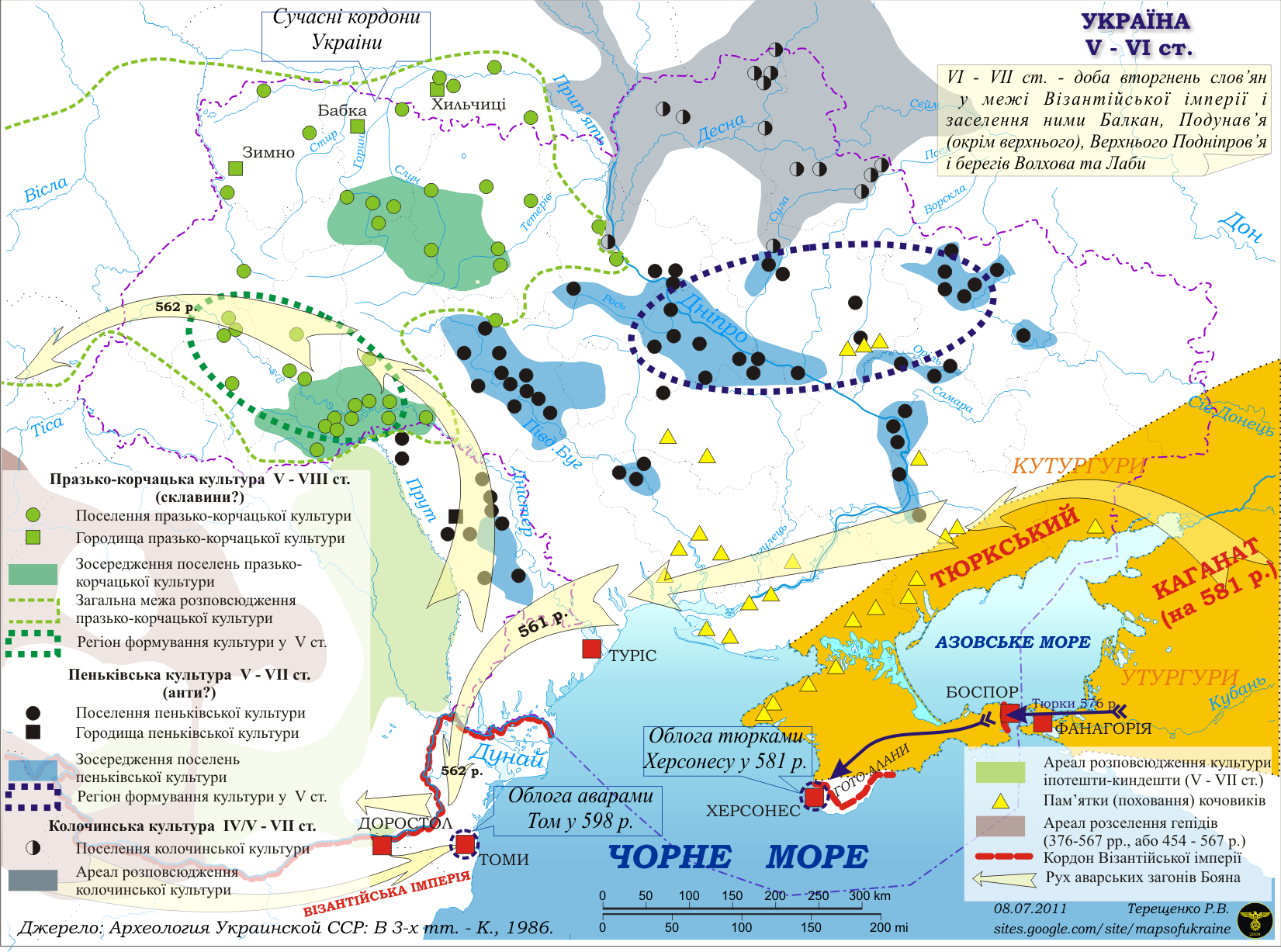

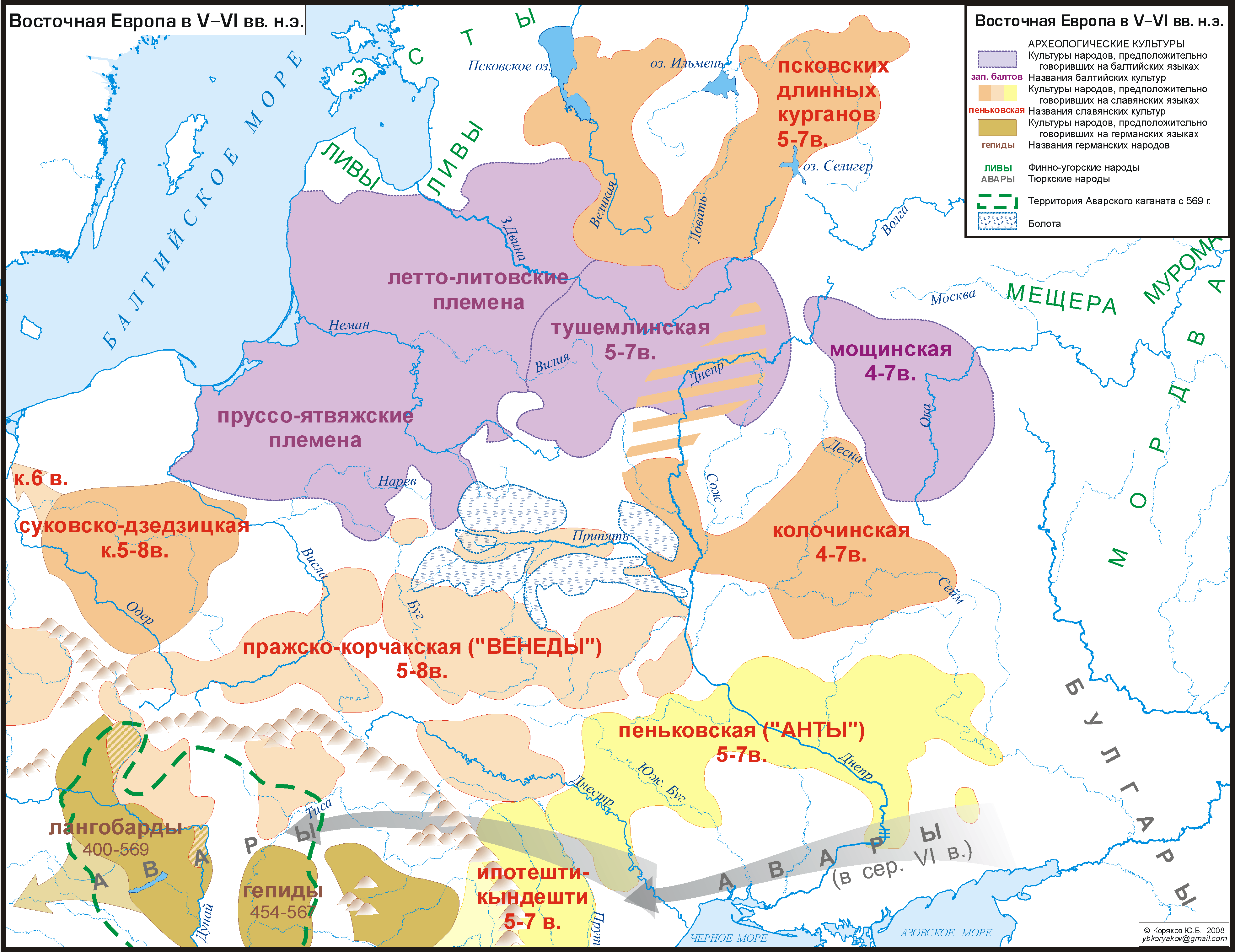

Схема культур та їх зв'язків з утворенням слов'янських народів

Корчацька культура — українська культура VI–VII ст., варіант празької культури. Розповсюджена в північно-західних областях України та південних областях Білорусі (південними притоками Прип'яті та від Дніпра до Буга і Дністра).

## Відкриття
Розкопки розпочаті в 1920-ті рр. С. С. Гамченком у селі Корчак під Житомиром, в особливу культуру виділена Юрієм Кухаренком. Представлена головним чином відкритими поселеннями з прямокутними напівземлянками та пічами-кам'янками, могильниками (ґрунтові трупоспалення в урнах та спалення під курганами). Характеризується специфічними формами ліпного неорнаментованного посуду, що є першим етапом розвитку слов'янської кераміки.

## Характеристика
Характерними для цієї культури були невеликі, неукріплені селища на річках розміром 0,5-1 га і складались з 20-30 будівель, між селищами була незначна відстань від 0,5 до 3 км. В Україні було досліджено понад 300 жител цієї культури, переважно вони були квадратними напівземлянками, площею 6 — 20 м², зі стовповою або зрубною конструкцією стін. Дах двосхилий, обшивався соломою чи очеретом. В усіх житлах були виявлена дерев'яна підлога з колод. Печі в домівках носіїв корчацької культури були, або глинобитні, або кам'яні. Крім жител було виявлено чимало господарських будівель, характерних для цієї культури.
Основу господарства носіїв корчацької культури становило орне господарство. Крім цього мешканці поселень вирощували велику і малу рогату худобу, кіз, овець, свиней. Крім цих занять відомим було добування і обробка заліза, виготовлення ювелірних виробів.

### Поховання
Поховальний обряд цієї культури був досліджений на основі 12 могильників і окремих поховань, великої різниці між усіма ранньослов'янськими культурами та культурами доби середньовіччя не спостерігалось. В основному поховання були ґрунтові часом трапляються й підкурганні, використовували кремацію, і вміщували прах в урни або ямки.

## Генеза
Існує декілька інтерпретацій від якої культури пішла корчацька культура, так наприклад П. М. Третяков вважав, що найбільше на цю культуру вплинули носії київської, пшеворської та черняхівської культур.
Складні етнокультурні процеси передували формуванню цієї культури; надалі її старожитності стали основою творення Луки-Райковецької культури VIII — IX ст.